# Robert Tappan Morris
Robert Tappan Morris (nicknevén rtm) (Massachusetts, 1965. november 8. –) amerikai informatikus, jelenleg egyetemi docens a Massachusetts Institute of Technology-n; a Morris-féreg megalkotója, amit a világ első interneten terjedő számítógépes férgének tartanak. Édesapja Robert H. Morris, a National Security Agency (NSA) korábbi vezető tudósa.

## A Morris-féreg
Morris, akkor a Cornell University végzős hallgatója, 1988. november 2-án rakta ki a férget az internetre, és pár napra teljesen megbénította azt. Eredeti szándéka saját bevallása szerint az internet méretének becslése volt. A férget az MIT-ről indította, elleplezendő, hogy a féreg a Cornellről származik. Utóbb kiderült, hogy a féregnek volt egy tervezési hibája: eredetileg ellenőrizte, hogy a számítógép már fertőzött-e, de Morris, attól tartva, hogy a rendszergazdák megpróbálnak olyan módon védekezni, hogy a számítógépet arra utasítják, hogy jelentse azt, hogy már fertőzött, úgy írta meg, hogy az ellenőrzés eredményétől függetlenül terjedjen. Így a féreg rendkívül gyorsan terjedt, és számítógépek ezreit fertőzte meg. A becsült rendszerenkénti helyreállítás költsége igen széles skálán mozgott: 200 dollártól 53 000 dollárig. 1989. július 26-án vád alá helyezték az 1986-os Computer Fraud and Abuse Act alapján, ő lett az első személy akit ezen törvény alapján vádoltak meg.
Az esküdtszék 1990. január 22-én, 5 és fél órás tanácskozás után bűnösnek mondta ki, az ítélet 3 év próbaidőre felfüggesztve, 400 óra közmunka és pénzbírság volt.

## További pályafutása
- 1995-ben Paul Grahammel megalapította a Viawebet, amit 1998-ban a Yahoo! megvett és átnevezte a fejlesztett szoftvert Yahoo! Store-ra.[5]
- 1999-ben megszerezte a PhD-fokozatot alkalmazott tudományokban, a Harvardon. Ugyanebben az évben felvették az MIT-re.
- 2006-ban kapta meg a professzori kinevezését.[6]
- Jelenleg az MIT Computer Science and Artificial Intelligence Laboratory-ban dolgozik.[7]